# 宁川卫
宁川卫，明代卫所名。
洪武十二年任（1379年）置，治所在今四川省成都市。